# 甲賀の里忍術村
甲賀の里忍術村（こうかのさとにんじゅつむら）は、滋賀県甲賀市にあるテーマパークである。当テーマパークは忍者や戦国時代を主題としており、1983年に開園した。村内には世界一の忍術資料を保有する甲賀忍術博物館や万川集海の著者として知られる藤林保武の一族の家を移築したからくり忍者屋敷などの資料館が点在する。
また、手裏剣や水蜘蛛などの忍術を体験できる屋外型のアスレチックなどもあり多くの観光客でにぎわっている。
2017年、日本遺産「忍びの里伊賀・甲賀－リアル忍者を求めて－」の構成文化財として旧岡田家（甲賀忍術博物館）と旧藤林家（からくり忍者屋敷）が認定された。

## 施設
- からくり屋敷
- 甲賀忍術博物館
- 忍者道場
- 手裏剣道場
- 手作り道場
- 貸衣装屋 - 忍者服のレンタルショップ[2]
- 志能便（）神社
- 大仏の手 - 映画『伊賀忍法帖』（角川映画、1982年公開）の撮影に使われたもの[2]
- 猿飛佐助[3]の碑
- 霧隠荘 - 食堂
- 売店 - おみやげ・信楽焼など[2]

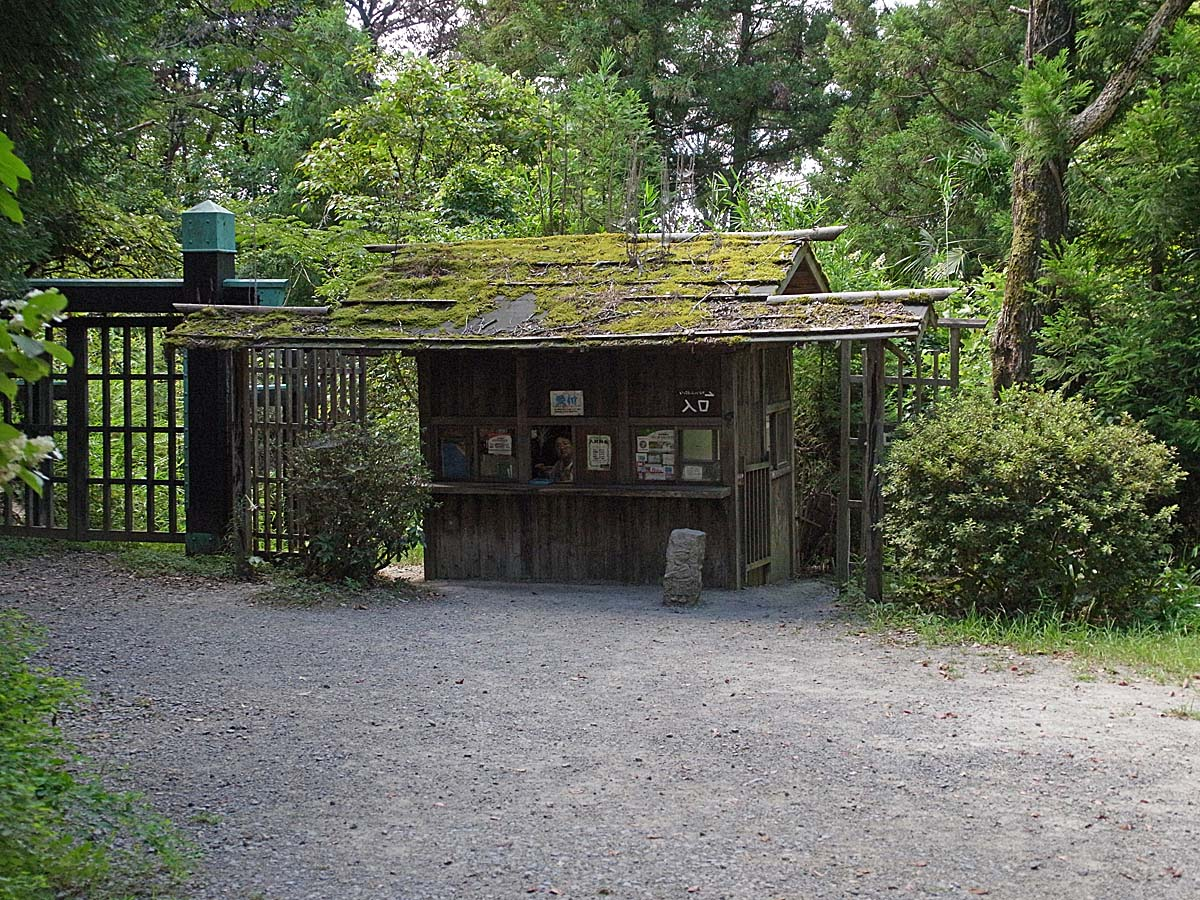
「忍術村」受付（2012年8月）
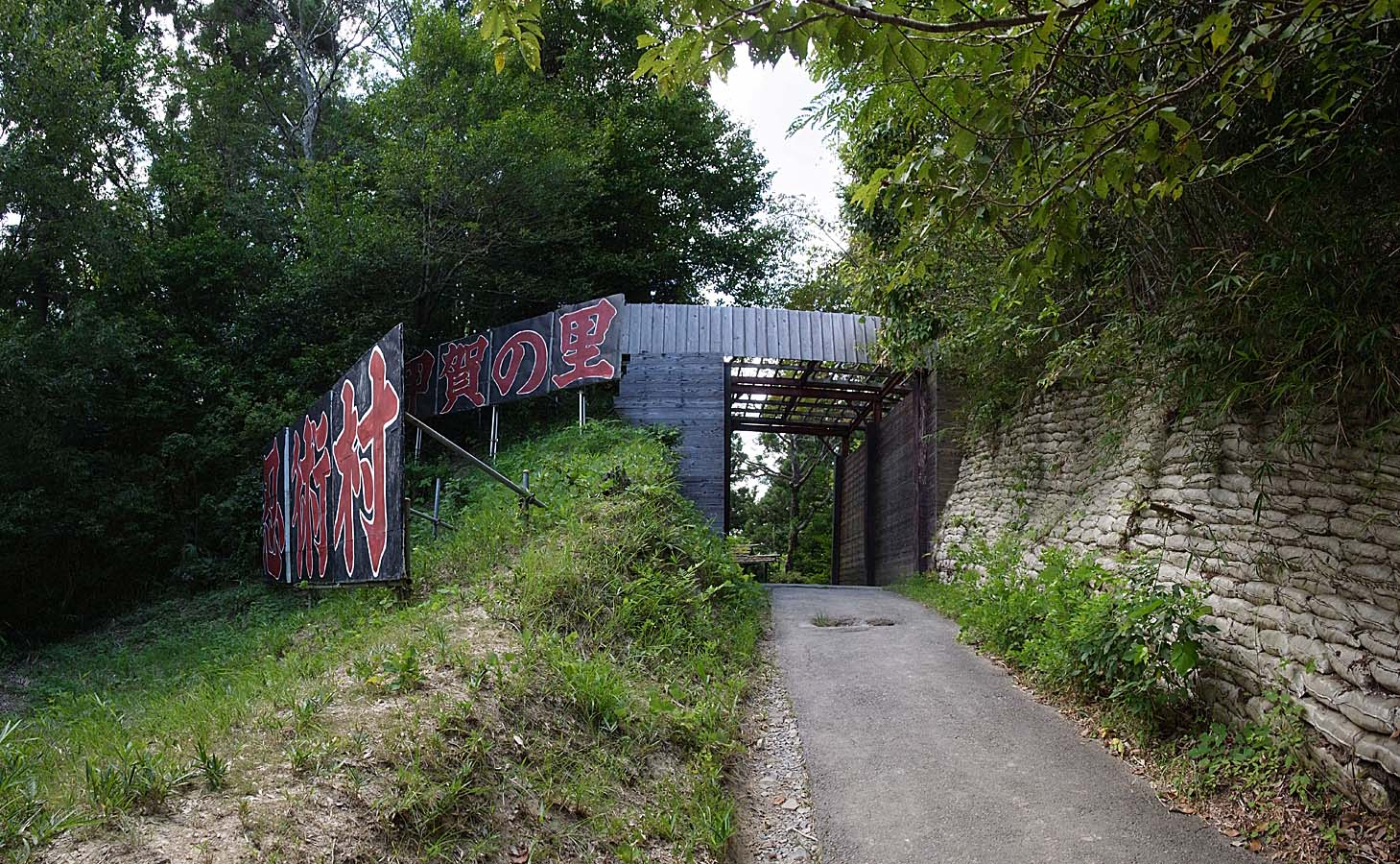
「忍術村」看板付近（2012年8月）
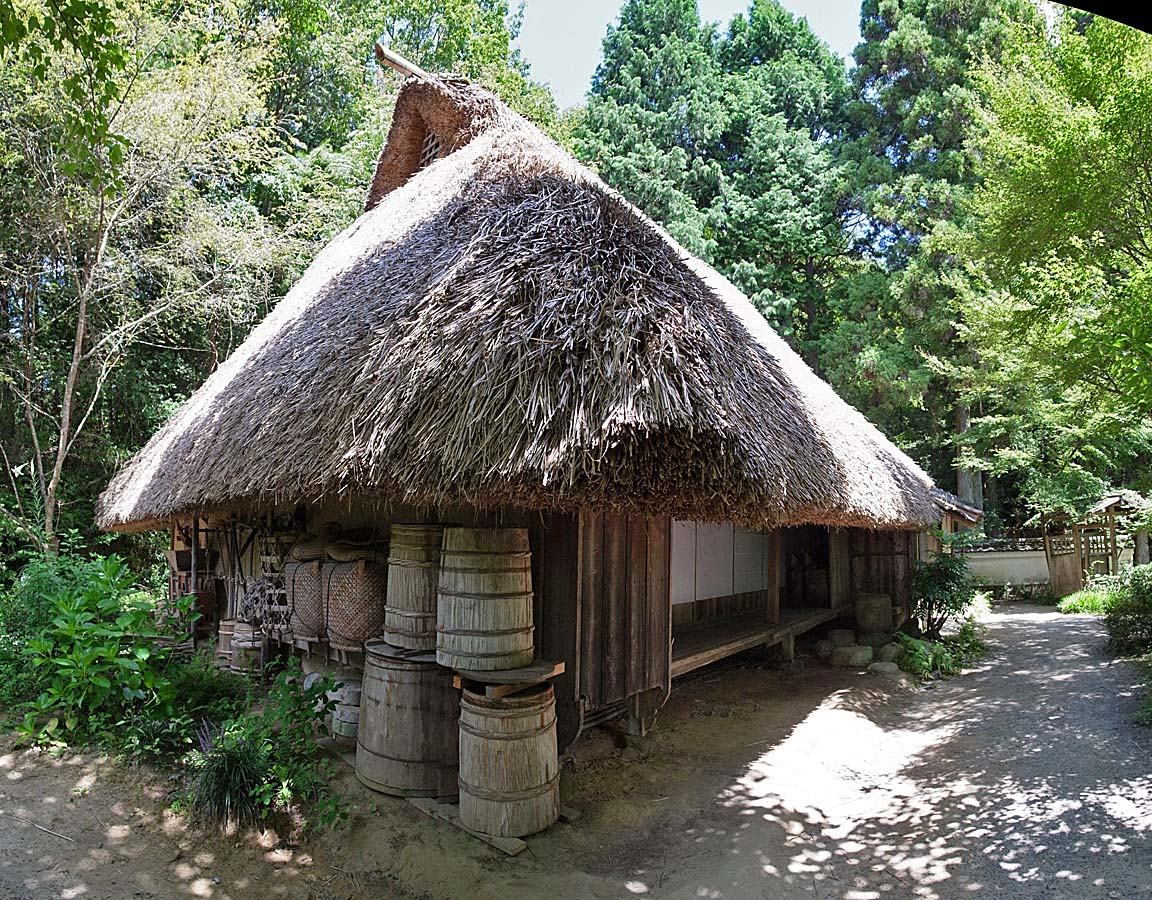
屋敷（2012年8月）

## イベント

### 現行
- 全日本忍者選手権大会[4] - 毎年10月の第2日曜に開催[4]。手裏剣投げ・塀飛び・城壁登り・水蜘蛛など、忍者の技で構成される競技会[4]。2023年に第40回を迎えた。
- NINJACAMP〜忍者キャンプ〜[5] - 夏休み期間中の土曜・日曜（一部を除く）に開催[5]。旧称は「忍者修行合宿」であった。

### 休止
- ミスくノ一オーディション[6] - ゴールデンウィーク期間中に開催。新型コロナウイルス感染拡大を防ぐため2020年（第36回）と2021年（第37回）は開催中止[6]。2022年（第38回）以降は開催休止。旧称は「ミス女忍者オーディション」であった。
- キッズ忍者オーディション[7] - ゴールデンウィーク期間中に開催。2017年に第1回を開催したが、新型コロナウイルス感染拡大を防ぐため2020年（第4回）と2021年（第5回）は開催中止[7]。2022年（第6回）以降は開催休止。

## アクセス
公共交通機関
- JR草津線甲賀駅下車、送迎バス（要事前連絡[8]）またはタクシー約5分[9]。